# 阿耶吉
阿耶吉（西班牙語：Ayegui）是西班牙纳瓦拉的一个市镇。总面积10平方公里，总人口1072人（2001年），人口密度107人/平方公里。